# Astrakeri
Astrakeri (Grieks: Αστρακέρη) is een Grieks dorp, in het noorden gelegen van het eiland Corfu. Het maakt deel uit van de voormalige gemeente Esperion, en sinds de gemeentelijke hervormingen van 2011, deel van Corfu. Volgens de bevolkingscijfers van 2001 wonen er 182 mensen.
Het dorp is vooral een vakantiebestemming met als trekpleister het Astrakeri-strand.